# Morti nel 1984/Luglio
| Questa pagina contiene informazioni ricavate automaticamente dalle voci biografiche con l'ausilio del template Bio e di un bot. L'aggiornamento è periodico e automatico e ricostruisce completamente la pagina. Se manca una persona in questa lista, sei pregato di non aggiungerla, ma accertati piuttosto che la sua voce biografica contenga il template Bio e che i dati anagrafici siano correttamente compilati. Se il template Bio manca, inseriscilo tu stesso o, in alternativa, metti l'avviso {{tmp\|Bio}} che ne segnala la mancanza. Se i dati riportati sono sbagliati, correggi direttamente la voce biografica; le modifiche saranno visibili in questa lista entro pochi giorni. Per chiarimenti vedi il progetto biografie. La lista contiene solo le 97 persone che sono citate nell'enciclopedia e per le quali è stato implementato correttamente il template Bio. Pagina aggiornata al 3 mar 2024. |

- 1º luglio - Grigorij Lazarevič Aronov, regista sovietico (n. 1923)
- 1º luglio - Víctor Avendaño, pugile argentino (n. 1907)
- 1º luglio - Moshé Feldenkrais, fisico, ingegnere e judoka sovietico (n. 1904)
- 1º luglio - Adrien Rougier, compositore, direttore d'orchestra e organaro francese (n. 1892)
- 2 luglio - Lenore Coffee, sceneggiatrice, commediografa e scrittrice statunitense (n. 1896)
- 3 luglio - Ernesto Mascheroni, calciatore uruguaiano (n. 1907)
- 3 luglio - Rudolf Pribiš, scultore slovacco (n. 1913)
- 3 luglio - Raoul Salan, generale francese (n. 1899)
- 4 luglio - Niccolò Segota, pittore italiano (n. 1911)
- 5 luglio - Fausto De Luca, giornalista italiano (n. 1928)
- 5 luglio - Don Elliott, trombettista, vibrafonista e cantante statunitense (n. 1926)
- 5 luglio - Ludy Langer, nuotatore statunitense (n. 1893)
- 5 luglio - Samuil Vidas, direttore di coro bulgaro (n. 1924)
- 6 luglio - Quintino Cataudella, grecista, latinista e traduttore italiano (n. 1900)
- 6 luglio - Mina Wylie, nuotatrice australiana (n. 1891)
- 7 luglio - Elba de Pádua Lima, calciatore e allenatore di calcio brasiliano (n. 1915)
- 7 luglio - Gastone Gamba, calciatore italiano (n. 1909)
- 7 luglio - Ricky Kasso, criminale statunitense (n. 1967)
- 7 luglio - José María Lavalle, calciatore peruviano (n. 1902)
- 7 luglio - Flora Robson, attrice britannica (n. 1902)
- 7 luglio - George Oppen, poeta statunitense (n. 1908)
- 8 luglio - Franz Fühmann, scrittore tedesco (n. 1922)
- 8 luglio - Giovanni Galasso, ingegnere italiano (n. 1897)
- 8 luglio - Brassaï, fotografo ungherese (n. 1899)
- 8 luglio - José Humberto Quintero Parra, cardinale e arcivescovo cattolico venezuelano (n. 1902)
- 8 luglio - Claudio Sánchez-Albornoz, storico e arabista spagnolo (n. 1893)
- 9 luglio - Jo Bouillon, compositore, direttore d'orchestra e violinista francese (n. 1908)
- 9 luglio - Hans Jacobson, schermidore e pentatleta svedese (n. 1947)
- 9 luglio - Paulo Valentim, calciatore brasiliano (n. 1933)
- 9 luglio - Hans Sedlmayr, storico dell'arte austriaco (n. 1896)
- 9 luglio - Randall Thompson, compositore statunitense (n. 1899)
- 10 luglio - Bruno Saetti, pittore e incisore italiano (n. 1902)
- 11 luglio - Harry Hasso, attore, direttore della fotografia e regista tedesco (n. 1904)
- 11 luglio - Cesare Nielsen, medico e entomologo italiano (n. 1898)
- 11 luglio - Raymond Patriarca Sr., mafioso statunitense (n. 1908)
- 11 luglio - Mariano Trombetta, politico italiano (n. 1910)
- 12 luglio - Franz Gurk, politico tedesco (n. 1898)
- 13 luglio - Werner Abegg, dirigente d'azienda, mecenate e collezionista d'arte svizzero (n. 1903)
- 13 luglio - John Davis, sollevatore statunitense (n. 1921)
- 13 luglio - Volfango Polverelli, avvocato e imprenditore italiano (n. 1911)
- 13 luglio - Pina Renzi, attrice italiana (n. 1901)
- 14 luglio - Brute Bernard, wrestler canadese (n. 1921)
- 14 luglio - John Colrain, allenatore di calcio e calciatore scozzese (n. 1937)
- 14 luglio - Léon Mart, calciatore lussemburghese (n. 1914)
- 14 luglio - Livio Masciarelli, scultore italiano (n. 1913)
- 14 luglio - Ernest Tidyman, scrittore, sceneggiatore e giornalista statunitense (n. 1928)
- 15 luglio - Luigi Grazzi, scrittore e presbitero italiano (n. 1914)
- 17 luglio - Bessie Jones, cantante statunitense (n. 1902)
- 17 luglio - Arrigo Polillo, giornalista e critico musicale italiano (n. 1919)
- 17 luglio - Karl Wolff, generale tedesco (n. 1900)
- 18 luglio - Cleto Boldrini, politico, avvocato e partigiano italiano (n. 1923)
- 18 luglio - Dominic Brooklier, mafioso statunitense (n. 1914)
- 18 luglio - Remigio Del Grosso, sceneggiatore e regista italiano (n. 1912)
- 18 luglio - Bernard Joy, calciatore e giornalista inglese (n. 1911)
- 19 luglio - Gabriel Bouillon, violinista e docente francese (n. 1898)
- 19 luglio - Faina Ranevskaja, attrice sovietica (n. 1896)
- 19 luglio - Erich Sauermann, pallanuotista tedesco (n. 1919)
- 19 luglio - Harry Stockwell, attore e cantante statunitense (n. 1902)
- 19 luglio - Edoardo Volterra, giurista e partigiano italiano (n. 1904)
- 20 luglio - Adelmo Bulgarelli, lottatore italiano (n. 1932)
- 20 luglio - James F. Fixx, scrittore statunitense (n. 1932)
- 20 luglio - Stephen Neill, teologo e biblista britannico (n. 1900)
- 20 luglio - Luigi Novarese, presbitero italiano (n. 1914)
- 20 luglio - Umberto Zanfagnini, avvocato e politico italiano (n. 1903)
- 21 luglio - Jay Sarno, imprenditore statunitense (n. 1922)
- 21 luglio - Vincenzo Vitale, pianista italiano (n. 1908)
- 23 luglio - Achiel Buysse, ciclista su strada belga (n. 1918)
- 23 luglio - Lloyd Gough, attore statunitense (n. 1907)
- 23 luglio - Donato Menichella, economista e dirigente d'azienda italiano (n. 1896)
- 23 luglio - Anthony Sharp, attore britannico (n. 1915)
- 24 luglio - Augusto Parboni, calciatore italiano (n. 1900)
- 24 luglio - Carlos Vásquez, cestista peruviano (n. 1942)
- 25 luglio - Károly Furmann, calciatore ungherese (n. 1901)
- 25 luglio - Uladzimir Karatkevič, scrittore, drammaturgo e poeta sovietico (n. 1930)
- 25 luglio - Renato Perona, pistard italiano (n. 1927)
- 25 luglio - George Renwick, velocista britannico (n. 1901)
- 25 luglio - Big Mama Thornton, cantautrice statunitense (n. 1926)
- 26 luglio - George Gallup, statistico statunitense (n. 1901)
- 26 luglio - Ed Gein, serial killer statunitense (n. 1906)
- 27 luglio - Carlo Cremaschi, politico e partigiano italiano (n. 1917)
- 27 luglio - Guillermo Díaz-Plaja, saggista, poeta e critico letterario spagnolo (n. 1909)
- 27 luglio - Laurence Jackson, giocatore di curling britannico (n. 1900)
- 27 luglio - James Mason, attore britannico (n. 1909)
- 27 luglio - Jeanne Modigliani, storica dell'arte e saggista italiana (n. 1918)
- 27 luglio - Igor' Vital'evič Savickij, pittore e archeologo sovietico (n. 1915)
- 28 luglio - Jim Bannon, attore statunitense (n. 1911)
- 28 luglio - Giovanni Costa, calciatore italiano (n. 1917)
- 28 luglio - Maria Federici, politica, antifascista e partigiana italiana (n. 1899)
- 28 luglio - Ester Ferrabini, cantante lirica italiana (n. 1885)
- 28 luglio - Bess Flowers, attrice statunitense (n. 1898)
- 28 luglio - Constantin Herold, cestista e allenatore di pallacanestro rumeno (n. 1912)
- 28 luglio - Luigi Pirastu, politico italiano (n. 1913)
- 29 luglio - Alberto Bardi, pittore e partigiano italiano (n. 1918)
- 29 luglio - Woodrow Parfrey, attore statunitense (n. 1922)
- 29 luglio - Fred Waring, musicista statunitense (n. 1900)
- 31 luglio - Piero Caldirola, fisico italiano (n. 1914)
- 31 luglio - Philip Van Doren Stern, scrittore, storico e editore statunitense (n. 1900)